# Aléjate de mí
«Alejate de mi» es una canción y así como el segundo sencillo del grupo mexicano Camila que se desprende de su segundo álbum de estudio Dejarte de amar (2010). Fue lanzada oficialmente el día 9 de abril del 2010 a plataformas digitales.

## Antecedentes y lanzamiento
La canción está escrita y producida por Mario Domm. La canción fue lanzada como el último sencillo promocional, antes de lanzar el álbum el 1 de febrero de 2010, y luego seleccionada como segundo sencillo. El video musical fue lanzado el 12 de mayo de 2010, dirigido por Ricardo Calderón, también fue lanzado a la venta el 31 de mayo de 2010. La canción fue utilizada como tema principal de los protagonistas Pilar y Gonzalo en la serie de televisión chilena La familia de al lado transmitida por  TVN (Chile) en 2010–2011.

## Posicionamiento en listas

### Listas semanales
| Listas (2010)                         | Mejor posición |
| ------------------------------------- | -------------- |
| Estados Unidos (Hot Latin Songs)      | 3              |
| Estados Unidos (Latin Pop Airplay)    | 1              |
| Estados Unidos (Tropical Airplay)     | 9              |
| Estados Unidos (Latin Rhythm Airplay) | 10             |
| México (Monitor Latino)               | 1              |
| México (Mexico Popular Airplay)       | 8              |

### Listas de fin de año
| País           | Lista (2010)    | Posición |
| -------------- | --------------- | -------- |
| Estados Unidos | Hot Latin Songs | 23       |
| Estados Unidos | Latin Pop Songs | 7        |

## Historial de lanzamiento
| Región         | Fecha                | Formato                                            | Discográfica |
| -------------- | -------------------- | -------------------------------------------------- | ------------ |
| Estados Unidos | 1 de febrero de 2010 | Descarga digital (Sólo para lanzamiento en iTunes) | Sony         |
| Mexico         | 9 de abril de 2010   | Descarga digital (Lanzamiento oficial)             | Sony         |